# Долње Љефантовце
Долње Љефантовце (слч. Dolné Lefantovce) насељено је мјесто са административним статусом сеоске општине (слч. obec) у округу Њитра, у Њитранском крају, Словачка Република.

## Становништво
| Година:    | 1994. | 2004. | 2014.   | 2024.    |
| ---------- | ----- | ----- | ------- | -------- |
| Број људи: | 0     | 538   | 556     | 711      |
| Разлика:   |       | –     | +3,34 % | +27,87 % |

| Година:    | 2023. | 2024.   |
| ---------- | ----- | ------- |
| Број људи: | 717   | 711     |
| Разлика:   |       | -0,83 % |

Према подацима о броју становника из 2024. године насеље је имало 711 становника.